# Naumburg (Bz Kassel)
Naumburg (Bz Kassel) (niem. Bahnhof Naumburg (Bz Kassel)) – stacja kolejowa w Baunatal, w kraju związkowym Hesja, w Niemczech. Znajduje się na linii muzealnej Kassel – Naumburg i jest jej stacją końcową.

## Historia
Stacja Naumburg (Bz Kassel) została otwarta 31 marca 1904 wraz z odcinkiem Schauenburg-Elgershausen-Naumburg jako koniec linii kolejowej Kassel-Naumburg. Budowniczym toru i stacji było Kassel-Naumburger Eisenbahn (KNE).
Ruch pasażerski został zawieszony na dzień 4 września 1977, natomiast ruch towarów na zachód od Baunatal-Altenbauna w dniu 31 maja 1991 r.
Od Kassel-Wilhelmshöhe do Naumburga działa od 1972 roku w niektóre weekendy w roku kolej muzealna.
Budynek dworca jest obecnie obiektem zabytkowym.

## Linie kolejowe
- Linia Kassel – Naumburg